# 엄유신
엄유신(嚴侑信, 1951년 3월 10일 ~ )은 대한민국의 여성 배우이다.
1970년, 연극배우로 처음 데뷔하였고 이듬해인 1971년에는 TBC 동양방송 10기 공채 탤런트로 정식 데뷔하였다.

## 출연작

### 드라마
- 1977년 MBC《후회합니다》 - 강우 처 역
- 1979년 MBC《안국동 아씨》 - 숙의 문씨 역
- 1980년 MBC《전원일기》 - 영숙 역
- 1981년 MBC《호랑이 선생님》
- 1981년 MBC《한강》
- 1981년 MBC《야상곡》
- 1989년 KBS2《끝없는 사랑》
- 1989년 MBC《나비야 청산가자》 - 길자 역
- 1989년 MBC《사랑은 구름을 비로 내리고》
- 1990년 MBC《대원군》 - 여흥부대부인 역
- 1991년 KBS1《기다리는 빛》
- 1991년 MBC《행복어사전》
- 1993년 KBS2《가시나무꽃》
- 1993년 MBC《제3공화국》 - 김형욱 중앙정보부 부장의 부인 신영순 역
- 1994년 MBC《마지막 승부》 - 이동민 모친 역
- 1996년 KBS1《용의 눈물》 - 삼봉 정도전의 부인 택주 최씨 역
- 1997년 KBS1《초원의 빛》
- 1998년 MBC《맨발로 뛰어라》
- 1999년 MBC《허준》 - 어의녀 덕금 역
- 2001년 KBS《명성황후》 - 흥인군부인 김씨 역
- 2002년 KBS2《장희빈》 - 숭선군부인 신씨 역
- 2003년 MBC《대장금》 - 정현왕후 윤씨
- 2003년 MBC《성녀와 마녀》 - 하란 모 역
- 2005년 KBS2《걱정하지마》 - 최영자 역
- 2005년 MBC《신돈》 - 공원왕후 홍씨(명덕태후) 역
- 2008년 SBS《며느리와 며느님》 - 오영실 역
- 2011년 KBS1《산 너머 남촌에는 2기》 - 청양댁 강옥분 역
- 2011년 JTBC《여자가 두번 화장할 때》
- 2013년 JTBC《궁중잔혹사 꽃들의 전쟁》 - 대전상궁 김씨 역
- 2014년 KBS2《뻐꾸기 둥지》 - 홍금옥 역
- 2015년 KBS1《가족을 지켜라》 - 남정숙 역

### 영화
- 1978《영아의 고백》
- 1979년 《선배》
- 1985년 《피조개 뭍에 오르다》
- 1978년 《가슴을 펴라》 우정출연
- 1988년 《칠삭동이의 설중매》
- 1990년 《그래 가끔 하늘을 보자》
- 1992년 《천국의 계단》 - 그레이스 조 역

## 광고
- 1970년대 LG전자 백조 세탁기
- 1971년 현대자동차 뉴코티나
- 1983년 정식품 베지밀
- 1984년 한국전력공사
- 1984년 동우산업 하니벨주방가구
- 1985년 청보식품 아줌마 컵면
- 1985년 축산업협동조합 한우 포장육
- 1986년 바이엘 아스피린 어린이용
- 1987년 녹십자 헤파박스-B
- 1988년 한국전기통신공사
- 1991년 한국가스안전공사